# Temnothorax xanthos
Temnothorax xanthos  (лат.) — вид мелких по размеру муравьёв рода Temnothorax  из подсемейства мирмицины (Formicidae). Эндемик Северной Кореи. Название дано по окраске тела, от греческого слова ξανδοζ (жёлтый).

## Распространение
Восточная Азия, КНДР, Kongmin Vang Nung, near Kaesong.

## Описание
Мелкие желтоватые муравьи (2—3 мм). Голова овально-удлинённая, грудь низкая и длинная, метанотальное вдавление отсутствует, заднегрудь угловатая, с длинными изогнутыми проподеальными шипиками. Грудь и голова сверху с редуцированной скульптурой.  Усики 12-члениковые.